# Fernando Velarde
Fernando Velarde del Campo-Herrera (Hinojedo, Suances; 12 de diciembre de 1823-Londres, Inglaterra; 15 de febrero de 1881) fue un poeta español.

## Biografía
De origen hidalgo, emigró con diecinueve años a América, donde trabajó como periodista y profesor. Primero estuvo en Cuba, donde tuvo suerte colaborando en bastantes periódicos de entonces y fue secretario de la tenencia de gobierno de la villa de Santa Clara; allí se reunió además con su hermano mayor, Ramón, quien ya llevaba residiendo en la isla veinticinco años. Siguiendo al amor de su vida (una desconocida de iniciales J. A. T.) volvió a España, a Cádiz; pero, no correspondido, regresó a Cuba en 1846 empezando su peregrinaje por casi toda Hispanoamérica. Pasó a Panamá y de allí a Lima en 1847. Codirigió en esta ciudad un colegio modelo de primera y segunda enseñanza, publicó una gramática que conoció varias reimpresiones, dirigió la revista literaria El Talismán, colaboró en El Comercio y participó en el apogeo del Romanticismo en Perú al lado de Carlos Augusto Salaverry, Manuel Nicolás Corpancho, Manuel Adolfo García, José Arnaldo Márquez, Ricardo Palma, Clemente Althaus, Luis Benjamín Cisneros y Constantino Carrasco y Rossel; fue el líder indiscutible de la bohemia peruana en esos años y terminó casándose con una dama de la alta sociedad, Ricardina Balta Caravedo, hija del coronel Juan Francisco Balta, hermano del presidente José Balta. En 1855 pasó por Chile, Bolivia, Ecuador, Colombia, Guatemala y México, entablando amistad en todos estos lugares con los poetas más representativos. Volvió brevemente a Cuba y marchó a los Estados Unidos, a Puerto Rico en 1865 y a El Salvador en 1873; allí fundó un exitoso centro educativo y el gobierno le nombró director de la Escuela Normal. Tras pasar por algunos países asiáticos regresó a España en 1876. Aunque era muy famoso en toda América, quedó decepcionado por el desconocimiento que tenían sus paisanos de su obra y marchó a Londres, donde murió, según unos, el 8 de mayo de 1880 y, según otros, el 15 de febrero de 1881, siendo esta última fecha la más aceptada.
Fue un gran amante de la naturaleza, a la que cantó con entusiasmo, inspiración auténtica y voz sonora, aunque su voz resulta a veces demasiado altisonante, retórica y universalista:

Pontífice augusto de estirpe inmortal
que lleva en sus hombros, fortísimo Atlante,
la gran pesadumbre del mundo moral,
antítesis viva, grandiosa existencia,
es ángel y es genio, y es hombre también,
sus ojos penetran el arte y la ciencia
y alcanzan los polos del mal y del bien.

Después de haber sido ortodoxo, en Barcelona terminó convirtiéndose en un osado racionalista, enemigo de los frailes y los jesuitas y abrazando la iglesia anglicana.

## Recepción de la crítica literaria
Rubén Darío escribió sobre Velarde: "Pocos poetas hemos leído que expresen mejor los hondos sentimientos, las íntimas penas, que el autor de los Cánticos del Nuevo Mundo."

## Obras

### Lírica
- Las flores del desierto. Colección de poesías., (Lima: José María Masías, 1848). Hay edición mnoderna: Lima: Pontificia Universidad Católica del Perú, 1982.
- El pabellón español y otras composiciones, Tipografía de "El Heraldo", 1854.
- Cánticos del Nuevo Mundo, (Nueva York, J.W. Orr, Grabador é Impresor, 1860).
- La poesía y la religión del porvenir. Cánticos del Nuevo Mundo, Barcelona: Ramírez y cía, 1870.
- Poesías. Londres, 1871.

### Prosa
- El Poeta y la Humanidad. Madrid: Imprenta de Y. Limia y S. Urosa, 1868.
- El universo en 1870, Barcelona, 1870.
- La poesía de la Montaña, (Torrelavega, 1876).
- Gramática de la Lengua Castellana. Métrica y Nociones de la Filosofía del Lenguaje (Lima, 1851; Quito, 1855; Nueva York, 1861 -sexta edición-; Guatemala: Impr. de la Paz, 1875).
- Nuevo Curso de Retórica. Tercera edición, amplificada.
- Compendio de Aritmética. Tercera edición.
- Sinopsis de filosofía, San Salvador: Tipografía de Palma, 1872.
- Geografía moderna y nociones de cronología, Guatemala, Impr. de L. Luna, 1857. Tercera edición con el título Compendio de Geografía Universal y Nociones de Cronología, Nueva York.